# Charles F. Escher
Charles F. Escher est un musicien américain, facteur de pianos et éditeur, né en 1814 et décédé le 12 mars 1903.
Il a rassemblé des mélodies dans un recueil intitulé : Our Heart's Delight ou Sweet Melodies of the Past and Present, 
ouvrage publié en 1891 par Ulmer, Curtis & Co de Philadelphie.